# Msdossary
Моссад Альдоссари (араб. مُساعِد الدوسري‎; род. 20 марта 2000, Эль-Хубар, Восточный административный район, Саудовская Аравия) — арабский киберспортсмен по FIFA, также известный под никнеймом Msdossary. Чемпион мира 2018 года и серебряный призёр чемпионата мира 2019 года. Лучший игрок на консолях 2018 года по версии Esports Awards.
Основатель и CEO киберспортивной организации Team Falcons.

## Биография

### Детство
Моссад родился в Эль-Хубаре в 2000 году. Он с детства интересовался футболом и мечтал стать профессиональным игроком.

### Киберспортивная карьера
Альдоссари полюбил видеоигры со времён начальной школы. В 2017 году он стал заниматься этим профессионально и начал выступать на международных турнирах. На первых турнирах Моссад представлял собственную киберспортивную организацию Team Falcons.
В 2018 году он подписал контракт с американской организацией Rogue. В её составе он стал победителем FIFA eWorld Cup 2018. В том же году Альдоссари был признан лучшим игроком на консолях по версии Esports Awards. В 2019 году Msdossary стал серебряным призёром Кубка мира по FIFA.
7 ноября 2019 года было объявлено о переходе Альдоссари в Tundra Esports.
Спустя 2 года, в ноябре 2021, Msdossary вернулся в основанную им же организацию Team Falcons.
В 2021 году стал лучшим киберспортсменом по версии Globe Soccer Awards.

### Создание киберспортивной организации
В 2017 году, во время первых выступлений на международных турнирах, Моссаду пришла идея создать собственную киберспортивную организацию. Вместе с командой они решили, что форма должна включать в себя национальные цвета Саудовской Аравии, зелёный и белый, и символизировать сокола, который является частью саудовского наследия. В результате была основана Team Falcons.
Однако, организация просуществовала недолго — в 2018 году игроки покинули команду, и проект был заморожен. В 2021 году Моссад вернулся в Team Falcons и стал CEO организации.

## Достижения
| Год  | Место | Турнир                    | Команда      | Место проведения | Приз (доллары США) | Прим.  |
| ---- | ----- | ------------------------- | ------------ | ---------------- | ------------------ | ------ |
| 2018 | 3—4   | FIFA eClub World Cup 2018 | Team Falcons | Париж            | 5000               | [ 15 ] |
| 2018 | 1     | FIFA eWorld Cup 2018      | Rogue        | Лондон           | 250 000            | [ 16 ] |
| 2019 | 2     | FIFA eWorld Cup 2019      | Rogue        | Лондон           | 100 000            | [ 17 ] |